# Spoorlijn Pompey - Nomeny
De Spoorlijn Pompey - Nomeny was een spoorlijn van Pompey naar Nomeny in het Franse departement Meurthe-et-Moselle. De lijn was 22,1 km lang en heeft als lijnnummer 096 000.

## Geschiedenis
De spoorlijn werd door de Chemins de fer de l'Est geopend op 23 september 1882. Op de lijn werden na de opening snel diverse industrieën aangesloten en tot het opblazen van de spoorbrug over de Moezel in juni 1940 vond er ook personenvervoer plaats. Na de Tweede Wereldoorlog werd de spoorbrug hersteld en het goederenvervoer hervat tot 1980. In 1982 werd de lijn gesloten en vervolgens opgebroken, daarbij werd ook de gecombineerde brug voor spoor- en wegvervoer over de Moezel vervangen door een nieuwe brug die iets noordelijker ligt. Het grootste gedeelte van de lijn is daarna omgevormd tot fietspad.

## Aansluitingen
In de volgende plaats was er een aansluiting op de volgende spoorlijn:
Pompey
RFN 090 000, spoorlijn tussen Frouard en Novéant

## Galerij

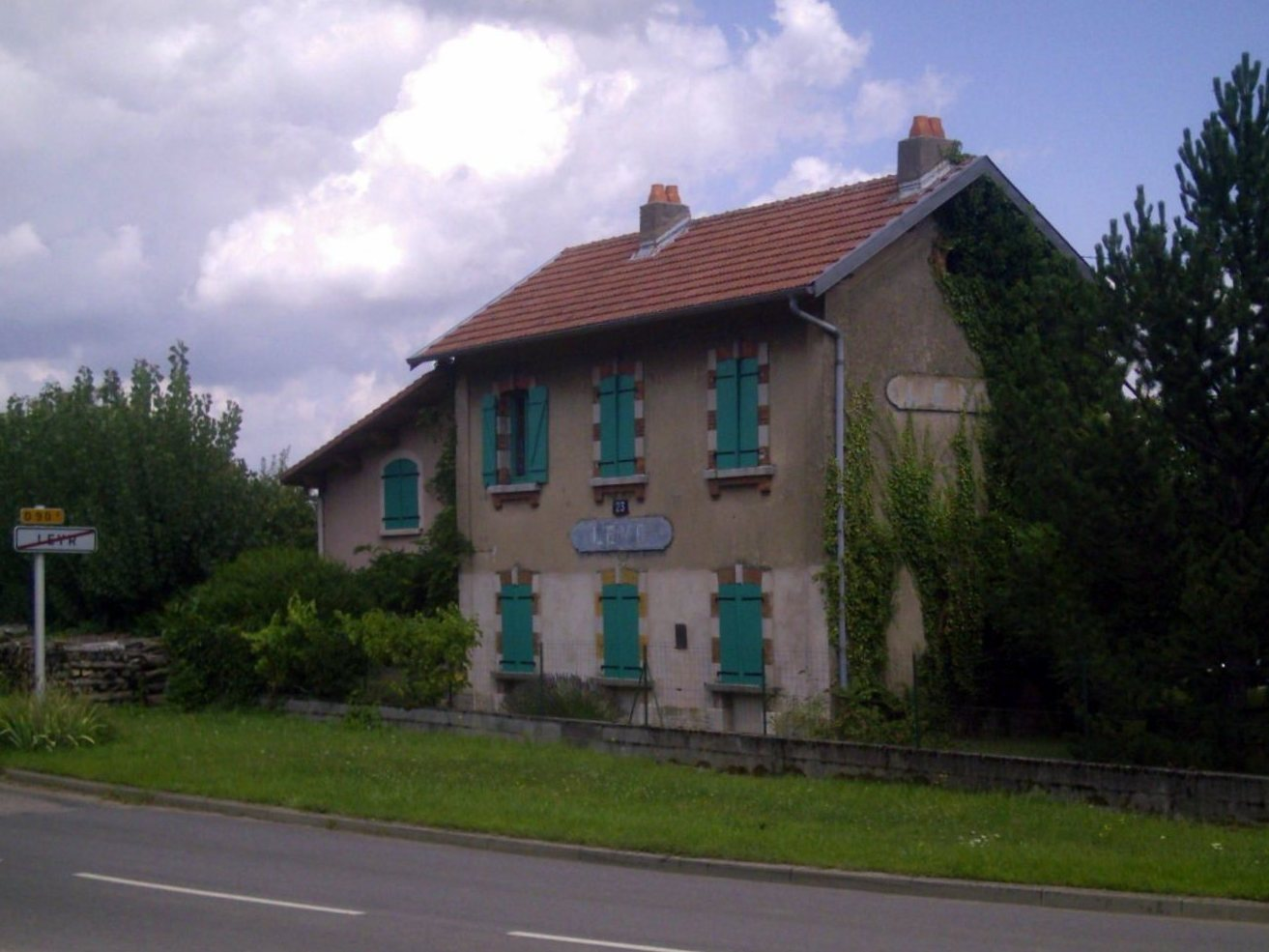
Station Leyr
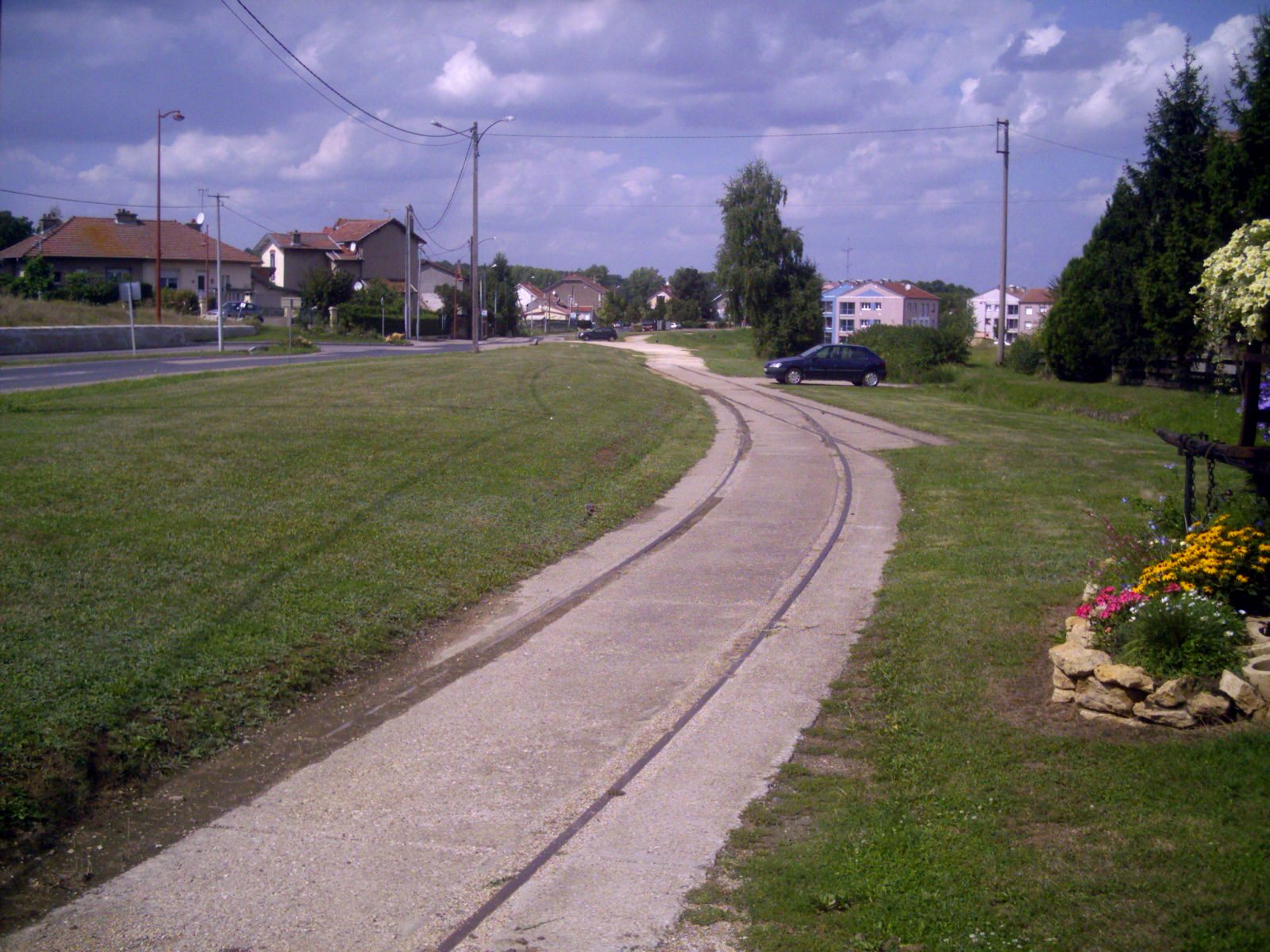
Resten van de spoorlijn in Jeandelaincourt
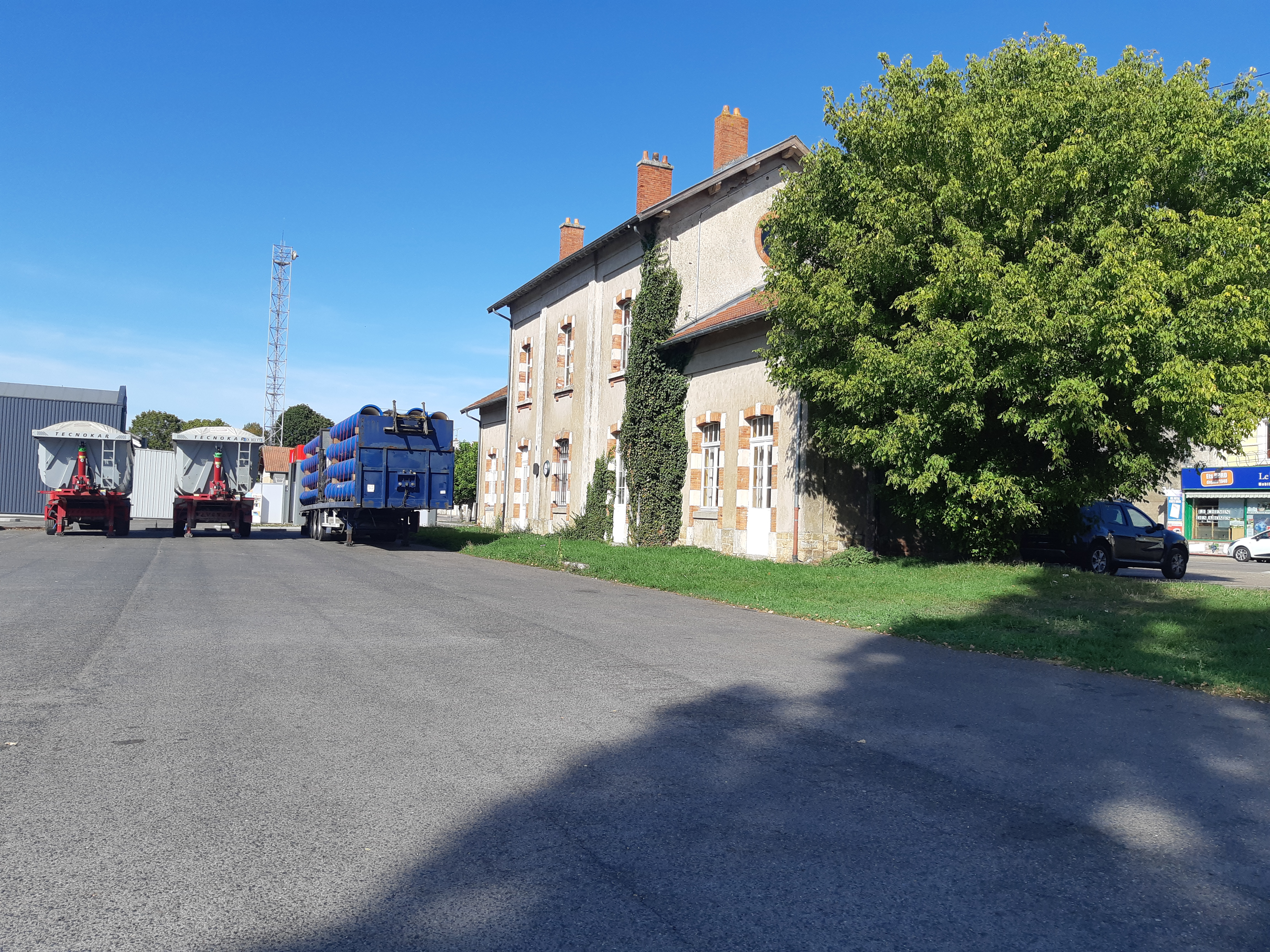
Station Nomeny